# Straberg-Nievenheimer See
Der Straberger See ist ein Baggersee in Dormagen (Nordrhein-Westfalen). Er befindet sich zwischen den Ortsteilen Nievenheim und Straberg und dient als Naherholungsanlage. Insgesamt hat der See eine Breite von 600 m und eine Länge von 650 m.

## Allgemeine Informationen
Früher bestand der See aus zwei getrennten Seen, die im Laufe der Kiesbaggerei miteinander verbunden wurden. Der westliche See wurde als Straberger See bezeichnet und der östliche Nievenheimer See.

### Westliches Ufer (ehem. Straberger See)
Der Badesee zeichnet sich durch seinen angelegten Sandstrand aus, an dessen Uferbereich das Wasser flach abfällt. Zur Verfügung steht auch eine Wasserski/Wakeboard Anlage mit SUP Verleih und ein Ruderclub. Ansonsten ist der See noch mit einem Kinderspielplatz, einer Badeinsel und einem Imbiss ausgestattet. Außerdem befinden sich Außenduschen und Umkleidekabinen auf dem Gelände.
Von Mai bis August betreut die örtliche DLRG den See und stellt den Wasserrettungsdienst.
Seit 2008 wurde die Wasserqualität alljährlich vom Hygieneinstitut Gelsenkirchen mit sehr gut bewertet.

### Östliches Ufer (ehem. Nievenheimer See)
Hier befinden sich vom Yacht Club Bayer Leverkusen Steganlagen, Umkleiden, Clubhaus und ein Gerätehaus.

## Zukunft
Am 22. Juni 2018 wurde dem Planungs- und Umweltausschuss der Stadt Dormagen das Freizeit- und Naherholungskonzept des Planungsbüro Land Germany für den Straberger-Nievenheimer See vorgelegt. Das Konzept sieht vor, dass der See nach dem Abschluss der Kiesbaggerei im Jahr 2042 in ein Naherholungsgebiet mit historischen Rundweg, Seebühne und Naturschutzzonen umgewandelt wird.

## Kaiman Sammy
Im Sommer 1994 erlangte der Baggersee internationale Bekanntheit, als ein Badegast seinen als Haustier gehaltenen jungen Brillenkaiman namens Sammy (* 1988) mitbrachte. Der 70 cm lange Kaiman riss sich beim Schwimmen von einer Katzenleine und konnte erst nach tagelanger Suche wieder eingefangen werden. Zunächst hatte die Polizei irrtümlich gemeldet, das Tier mit großkalibriger Munition getroffen und mutmaßlich erschossen zu haben. Nach provisorischer Unterbringung im Kölner Zoo lebte Sammy von 1994 bis 1997 und von 1998 bis 2006 im Tiergarten Falkenstein. Im Februar 1997 wurde er vom Amtsgericht Düsseldorf seinem ursprünglichen Besitzer wieder zugesprochen. 1998 wurde diesem vom Oberlandesgericht Düsseldorf die Haltung des Tieres endgültig untersagt. 2006 musste Sammy bei einer Länge von 1,50 m aus Sicherheitsgründen aus dem Tiergarten Falkenstein abgegeben werden und befand sich seitdem in einem eigenen Gehege auf der Alligator-Action-Farm in Friedberg-Ockstadt in Hessen. Im August 2013 starb er.
Wolfgang König und Veronika te Reh haben 1995 ein Musical über Sammys Ausbruch und Suche verfasst.
Im Jahr 2017 wurde das neu gebaute Hallenbad der Stadt Dormagen nach dem Kaiman „Stadtbad Sammys“ genannt. Sammy fungiert seitdem als Maskottchen der Dormagener Schwimmbäder.